# Carduelis
Carduelis (de cardus, «cardo» en latín) es un género de aves paseriformes perteneciente a la familia Fringillidae propias del Paleártico occidental. Se caracterizan por su franja alar lipocrómica, y son principalmente granívoras presentando preferencias alimentarias por las semillas dicotiledóneas, que sacan con un fuerte pico cónico, y lengua y músculos bucales muy adaptados a tal efecto.

## Especies
En la actualidad el género incluye tres especies:
- Carduelis carduelis - jilguero europeo o jilguero común (Paleártico occidental);
- Carduelis citrinella - verderón serrano (sur de Europa);
- Carduelis corsicana - verderón corso (Córcega y Cerdeña).

En el pasado el género incluía más de una treintena de especies de América y Eurasia, pero se demostró que así el grupo era polifilético, por lo que se quedó con solo tres especies. Las demás fueron trasladadas a los géneros Spinus (los jilgueros americanos), Acanthis y Linaria (los pardillos) y Chloris (los verderones).